# Hyphessobrycon rutiliflavidus
Hyphessobrycon rutiliflavidus är en fiskart som beskrevs av Carvalho, Langeani, Miyazawa och Troy 2008. Hyphessobrycon rutiliflavidus ingår i släktet Hyphessobrycon och familjen Characidae. Inga underarter finns listade i Catalogue of Life.